# Ceracis nigricans
Ceracis nigricans es una especie de coleóptero de la familia Ciidae.

## Distribución geográfica
Habita en Nueva Caledonia.